# آی‌ان‌اس تابار (اف۴۴)
آی‌ان‌اس تابار (اف۴۴) (به انگلیسی: INS Tabar (F44)) یک کشتی است که طول آن ۱۲۴٫۸ متر (۴۰۹ فوت ۵ اینچ) می‌باشد. این کشتی در سال ۲۰۰۱ ساخته شد.